# Mali Zdenci
Mali Zdenci is een plaats in de gemeente Grubišno Polje in de Kroatische provincie Bjelovar-Bilogora. De plaats telt 469 inwoners (2001).